# 阿爾斯特帕克 (紐約州)
阿爾斯特帕克（英語：Ulster Park）是位於美國紐約州阿爾斯特縣的非建制地區。

## 歷史
阿爾斯特帕克的郵局自1865年營運至今。

## 地理
阿爾斯特帕克所處的海拔為高於海平面48米（即157英呎），而該地所採用的時區為UTC-5，即北美东部时区（EST）。同時該地設有夏令時間，為UTC-5調快一小時，即UTC-4（EDT）。